# Thierry de Roucy
Pour les articles homonymes, voir Liste des comtes de Roucy et Roucy.
Thierry de Roucy, né en 1957 à Noyon (Oise), ancien religieux et prêtre catholique français, est le fondateur et l'ancien président de Points-Cœur, un mouvement dissous en 2020 par l’Église catholique qui subsiste comme ONG humanitaire. Condamné en 2011 par la justice canonique pour abus sexuel et abus de pouvoir, il a été renvoyé de l'état clérical en 2018.

## Biographie
Thierry de Roucy a 18 ans lorsqu'il entre dans la congrégation des Serviteurs de Jésus et de Marie à l'abbaye d'Ourscamp.  Il suit à « La Ferme » de l'Arche située à Trosly-Breuil, proche de sa ville d'origine, les cours dispensés par Thomas Philippe dont il se considère comme le fils spirituel,. Il obtient sa maîtrise en philosophie de l'Institut de philosophie comparée à Paris, puis suit les cours de l'Angelicum à Rome où il obtient un Master en théologie.
Il est ordonné prêtre en 1983. De 1988 à 2001, il est le supérieur général des Serviteurs de Jésus et de Marie. En 1990, il fonde Points-Cœur inspiré par la spiritualité de Thomas Philippe.
Il ouvre en octobre 1994 l'Institut Thomas Philippe, un lieu de formation philosophique et théologique dont les élèves étudient les œuvres et les cours inédits du dominicain décédé un an auparavant. Ils viennent régulièrement se recueillir sur sa tombe. L'institut est « destiné aux frères d'Ourscamp, mais accueille aussi les membres de Points-Cœur, et certains des Béatitudes (les deux communautés sont proches) ». Thierry de Roucy donne au prieuré d'Ourscamp le nom de  « Mater Admirabilis » en référence à la fresque devant laquelle Thomas Philippe aurait connu en 1938 une expérience mystique, recevant en révélation l’existence de relations incestueuses entre Jésus et Marie au cours de leur vie terrestre et se poursuivant dans leur vie céleste.
En 2001, l'évêque de Fréjus-Toulon, Dominique Rey, accueille dans son diocèse les sœurs de Points-Cœur. En 2008, il incardine Thierry de Roucy et reconnaît canoniquement l’œuvre Points-Cœur et toutes ses branches. Ultérieurement, Dominique Rey ordonne prêtres de nombreux séminaristes de Points-Cœur sans les connaître car ils avaient été formés en Argentine, au Chili ou au séminaire anglais de Rome,.

## Abus sexuels et condamnations ecclésiastiques
À la suite de témoignages dans les années 2000 dénonçant le culte de la personnalité de Thierry de Roucy et une idéologie très enfermante, puis une alerte faite à l'Église par l'ancien secrétaire du fondateur, victime de sa part d'agressions sexuelles sous emprise, la Congrégation pour la Doctrine de la Foi ouvre une procédure judiciaire interne qui aboutit au terme d'un procès de sept ans. La victime témoigne « de grâces particulières que les non-initiés ne pouvaient comprendre » invoquées par Thierry de Roucy qui disait « revivre » la passion du Christ et faisait de son ancien secrétaire son « ange consolateur ».
Le 21 juin 2011, Thierry de Roucy est condamné par le tribunal ecclésiastique de Lyon pour « abus sexuel, abus de pouvoir, et absolution de la victime » envers son adjoint, majeur au moment des faits,.
En 2014, un rapport d'enquête canonique menée par le dominicain Loïc-Marie Le Bota conclut à l'« enfermement de l'œuvre sur elle-même », à une « méfiance envers l'Église » en son sein et aux « lacunes de la formation » qui y est donnée,.
En février 2016, Dominique Rey le déclare suspens a divinis (interdiction d'exercer son sacerdoce, c'est-à-dire interdiction d'administrer les sacrements) pour « manquement caractérisé » à son devoir d'obéissance. Il lui est aussi demandé de restreindre ses déplacements et d'éviter les représentations publiques dans le contexte de la sanction romaine et de l’enquête canonique, de plus, il  est menacé de renvoi de l'état clérical.
Concomitamment, Dominique Rey confie la direction provisoire de Points-Cœur et de ses branches religieuses à Jean-Marie Le Vert, évêque émérite de Quimper. Cette mesure de suspension, dit Rey, « renforce l'interdiction faite à Thierry de Roucy de demeurer en contact avec les membres de Points-Cœur ».
Le 22 juin 2018, Thierry de Roucy est renvoyé de l'état clérical,,. 
Il risque aussi, théoriquement, une excommunication pour ne pas s'être acquitté de 60 000 euros au titre des réparations envers sa victime,.

## Légion d'honneur
Il est promu chevalier en 2003, puis officier de la Légion d'honneur.
Le 13 novembre 2018, la Chancellerie le radie de la Légion d'honneur,,.